# Новопосёлки
Новопосёлки — деревня в муниципальном округе Егорьевск Московской области России .

## География
Деревня Новопосёлки расположена в юго-западной части муниципального округа Егорьевск, примерно в 18 километрах к югу от города Егорьевска. По западной окраине деревни протекает река Гвоздянка. Высота над уровнем моря 132 метра.

## История
До отмены крепостного права жители деревни относились к разряду государственных крестьян. После 1861 года деревня вошла в состав Маливской волости Егорьевского уезда. Приход находился в селе Раменки.
В 1926 году деревня входила в Волковский сельсовет Раменской волости Егорьевского уезда.
До 1994 года Новопосёлки входили в состав Раменского сельсовета Егорьевского района, а в 1994—2006 годы — Раменского сельского округа.
До 2015 года входила в состав сельского поселения Раменское.

## Демография
В 1885 году в деревне проживало 376 человек, в 1905 году — 481 человек (245 мужчин, 236 женщин), в 1926 году — 345 человек (160 мужчин, 185 женщин). По переписи 2002 года — 22 человека (10 мужчин, 12 женщин). Население — 14 человек (2010).
| 1859 | 1868 | 1885 | 1905 | 1926 | 2002 | 2006 |
| ---- | ---- | ---- | ---- | ---- | ---- | ---- |
| 256  | ↗279 | ↗376 | ↗481 | ↘345 | ↘22  | ↘16  |
| 2010 |      |      |      |      |      |      |
| ↘14  |      |      |      |      |      |      |